# Subatlantisk tid

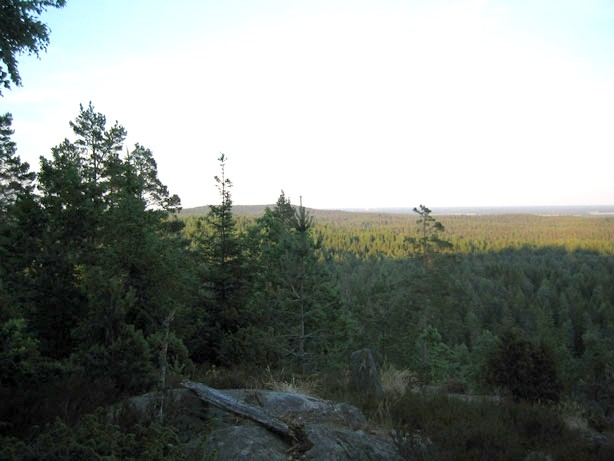
Granskogen breder ut sig

Subatlantisk tid kallas den pågående, postglaciala kyligare klimatperiod som inleddes ca 600 f.Kr. Termen används regionalt i Europa och motsvarar den senare delen av åldern/etagen Meghalaya i den internationella indelningen av Holocen. 
Gränsen mellan subboreal och subatlantisk tid kan sättas då pollendiagrammens bokkurva börjar att få en kraftig stigning samtidigt med att linden går tillbaka. Detta sammanfaller med att klimatet förändras omkring 500 f.Kr. till ett kyligare klimat. Boken, som under den föregående subboreala tiden etablerat sig i södra Sverige, utbildade nu de sammanhängande skogar i de sydligaste landskapen som vi delvis har kvar idag. I dessa skogar ingick också ek och avenbok.
I början av perioden spreds också granen norrifrån ned över landet. Vid vår tideräknings början växte granskog ned till Östergötland - Västergötland, men fortsatte sin spridning fram till medeltiden då den nådde ned till norra Skåne och trängde undan bokskogar. I takt med barrskogens utbredning ökade också försurningen.
De sista resterna av den tidigare ädellövskogen försvann, men vissa lövträd gynnades vid odlingsbygderna av det öppnare landskapet. Lövträden uppmuntrades också i förhållande till barrskogen av jordbrukare, som använde löv till kreatursfoder. Utan människans inverkan skulle sannolikt lövträd vara sällsynta i dagens svenska landskap, utom i fjälltrakterna (fjällbjörk) och de sydligaste landskapen.
Den subatlantiska tiden omfattar järnåldern, medeltiden och den nyare tiden. Tidigare hade man en uppfattning att den begynnande järnåldern förde med sig en klimatkatastrof, Fimbulvintern. Bidragande var en viss fyndtomhet i det arkeologiska materialet. Numera har denna bild mildrats. Under hela den subatlantiska tiden kan dock ett antal kallare perioder skönjas: omkring 500 f.Kr., vid Kristi födelse, omkring 600 e.Kr. samt Lilla istiden med en mycket kall period på 1600-talet.
Under perioden blir landskapet allt öppnare i takt med upptagande av ny odlingsmark. Förändringen gäller framförallt södra och mellersta Sverige, men även Norrlandskusten och älvdalgångar öppnas upp. Jordbruksexpansionen går i vågor med speciellt expansiva perioder under 200-talet e.Kr, under vikingatid och tidig medeltid samt under 1700-1800-talens jordbruksomställningar. Under äldre järnåldern ökar åkerarealen markant på tidigare obrukade styva lerjordar samt i vissa skogsmarker i Småland och Västergötland. De senare överges i många fall under yngre järnåldern, men under medeltiden sker återigen en upptagning av nyodlingar i många skogsområden. 
Kulturlandskapet var som mest öppet mot slutet av 1800-talet då åkerarealen var maximalt utnyttjad. Många våtmarker hade då dikats ut, och sjöar hade sänkts för att ge ny åker- och betesmark. Även skogarna var på många håll som glesast vid denna tid, på grund av träkolstillverkning för järnhantering och den expanderande industrin, samt uttag av ved och virke. Under 1900-talet har åkermark övergivits, gammal hagmark har växt igen och skogarna har i många fall tätnat trots kalhuggning i vissa partier.
| Kvartär de senaste 2,58 miljoner åren | Kvartär de senaste 2,58 miljoner åren | Kvartär de senaste 2,58 miljoner åren | Kvartär de senaste 2,58 miljoner åren |
| Period (System)                       | Epok (Serie)                          | Ålder (Etage)                         | Miljoner år sedan                     |
| ------------------------------------- | ------------------------------------- | ------------------------------------- | ------------------------------------- |
| Kvartär                               | Holocen                               | Meghalaya                             | 0,004–0,000                           |
| Kvartär                               | Holocen                               | Northgrip                             | 0,008–0,004                           |
| Kvartär                               | Holocen                               | Greenland                             | 0,012–0,008                           |
| Kvartär                               | Pleistocen                            | Övre                                  | 0,129–0,012                           |
| Kvartär                               | Pleistocen                            | Chiba                                 | 0,774–0,129                           |
| Kvartär                               | Pleistocen                            | Calabria                              | 1,80–0,774                            |
| Kvartär                               | Pleistocen                            | Gela                                  | 2,58–1,80                             |
| Neogen                                | Pliocen                               | Piacenza                              | tidigare                              |

| Kvartär Klimatskeden i Norra Europa | Kvartär Klimatskeden i Norra Europa   | Kvartär Klimatskeden i Norra Europa |
| Glacial / Interglacial              | Stadial / Kron Syreisotopstadium, MIS | Tusental år sedan                   |
| ----------------------------------- | ------------------------------------- | ----------------------------------- |
| Flandern (Holocen) värmetid MIS 1   | Subatlantisk tid                      | 2,6–0,0                             |
| Flandern (Holocen) värmetid MIS 1   | Subboreal tid                         | 5,8–2,6                             |
| Flandern (Holocen) värmetid MIS 1   | Atlantisk tid                         | 9,0–5,8                             |
| Flandern (Holocen) värmetid MIS 1   | Boreal tid                            | 9,9–9,0                             |
| Flandern (Holocen) värmetid MIS 1   | Preboreal tid                         | 11,7–9,9                            |
| Weichsel istid                      | Yngre dryas                           | 13–11,7                             |
| Weichsel istid                      | Alleröd                               | 14–13                               |
| Weichsel istid                      | Äldre dryas                           | 14                                  |
| Weichsel istid                      | Bölling                               | 15–14                               |
| Weichsel istid                      | Äldsta dryas                          | 16–15                               |
| Weichsel istid                      | Weichsels huvudfas MIS 2              | 24–16                               |
| Weichsel istid                      | Mellersta Weichsel MIS 4–3            | 70–24                               |
| Weichsel istid                      | Odderade - MIS 5a                     | 80–70                               |
| Weichsel istid                      | Rederstall - MIS 5b                   | 90–80                               |
| Weichsel istid                      | Brörup - MIS 5c                       | 100–90                              |
| Weichsel istid                      | Herning - MIS 5d                      | 115–100                             |
| Eem                                 | Eem - MIS 5e                          | 126–115                             |
| Saale istid                         | Warthe - MIS 6 Drenthe - MIS 6        | 200–126                             |
| Saale istid                         | Dömnitz - MIS 7                       | 240–200                             |
| Saale istid                         | Fuhne - MIS 8                         | 300–240                             |
| Holstein                            | MIS 9                                 | 320–300                             |
| Elster                              | MIS 10                                | 380–320                             |
| Cromer                              | MIS 21–11                             | 860–380                             |
| Bavel                               | MIS 63–22                             | 1800–860                            |
| Menap                               | MIS 63–22                             | 1800–860                            |
| Waal                                | MIS 63–22                             | 1800–860                            |
| Eburon                              | MIS 63–22                             | 1800–860                            |
| Tegelen                             | MIS 103–64                            | 2600–1800                           |
| Pretegelen                          | MIS 103–64                            | 2600–1800                           |